# Verne (Doubs)
Verne is een gemeente in het Franse departement Doubs (regio Bourgogne-Franche-Comté) en telt 120 inwoners (1999). De plaats maakt deel uit van het arrondissement Besançon.

## Geografie
De oppervlakte van Verne bedraagt 7,8 km², de bevolkingsdichtheid is 15,4 inwoners per km².
De onderstaande kaart toont de ligging van Verne (Doubs) met de belangrijkste infrastructuur en aangrenzende gemeenten.

## Demografie
Onderstaande figuur toont het verloop van het inwonertal (bron: INSEE-tellingen).